# Rebbio
Rebbio is een plaats (frazione) in de Italiaanse gemeente Como.